# Гулюткін Володимир Якович
Гулюткін Володимир Якович (24 березня 1942, Кізел, Пермська область) — український борець радянських часів, заслужений майстер спорту СРСР, нагороджений орденом «Знак Пошани».
Закінчив Київський інститут цивільного повітряного флоту.
Представляв спортивний клуб «Спартак» (Київ), займатися вільною боротьбою почав у 1962 році; пройшов школу Арама Васильовича Ялтиряна.
З 1965 року бере участь в чемпіонатах СРСР, у 1966 входить до складу збірної.
Вважався одним з найсильніших борців вільного стилю 1960-1970-х років.
Чемпіон світу 1970 та 1974 років в напівтяжкій вазі.
1968, 1969 та 1973 роки — Чемпіон Європи.
1975 року стає бронзовим призером чемпіонату світу.
Чемпіон СРСР в напівтяжкій вазі протягом 1968—1971 років та в 1975 році, срібний чемпіон у 1966 та 1967 роках.